# غوسترو
غوتزرو (بالألمانية: Güstrow) هي بلدة و بلدة ألمانية تقع في ألمانيا في مكلنبورغ فوربومرن.[بحاجة لمصدر] يقدر عدد سكانها بـ 30,445 نسمة .

## المدن التوأمة
مدن باد دوبران، Ribe، Valkeala، Kronshagen، غريفيتسه و نويفيد هي مدن توأمة لـغوتزرو.

## أعلام
- فريدريك لورنتز
- زيفي زيلكر
- هاري ليمان
- كريستيان غيست
- كلوز بيرغ
- إريك ليندمان
- دانيال إريك